# Драгобратское озеро
Драгобра́тское о́зеро (укр. Драгобра́тське о́зеро) — высокогорное озеро ледникового происхождения в Украинских Карпатах, в массиве Свидовец.
Лежит на высоте 1600 м над уровнем моря, в котловине удлиненной формы, среди северных склонов горы Близнецы, в пределах Раховского района Закарпатской области.
Длина озера 55 м, ширина 21 м, площадь 0,1 га. Глубина до 1,2 м. Берега состоят из морены. Питается грунтовыми и атмосферными водами. Вода прозрачная, слабоминерализованная. Дно покрыто серым илом. Берега зарастают осокой. С ихтиофауны встречаются лишь микроскопические ракообразные.
К северу от озера расположен горнолыжный курорт Драгобрат.
Ближайший населённый пункт — пгт Ясиня.

## Легенда об озере Ивор

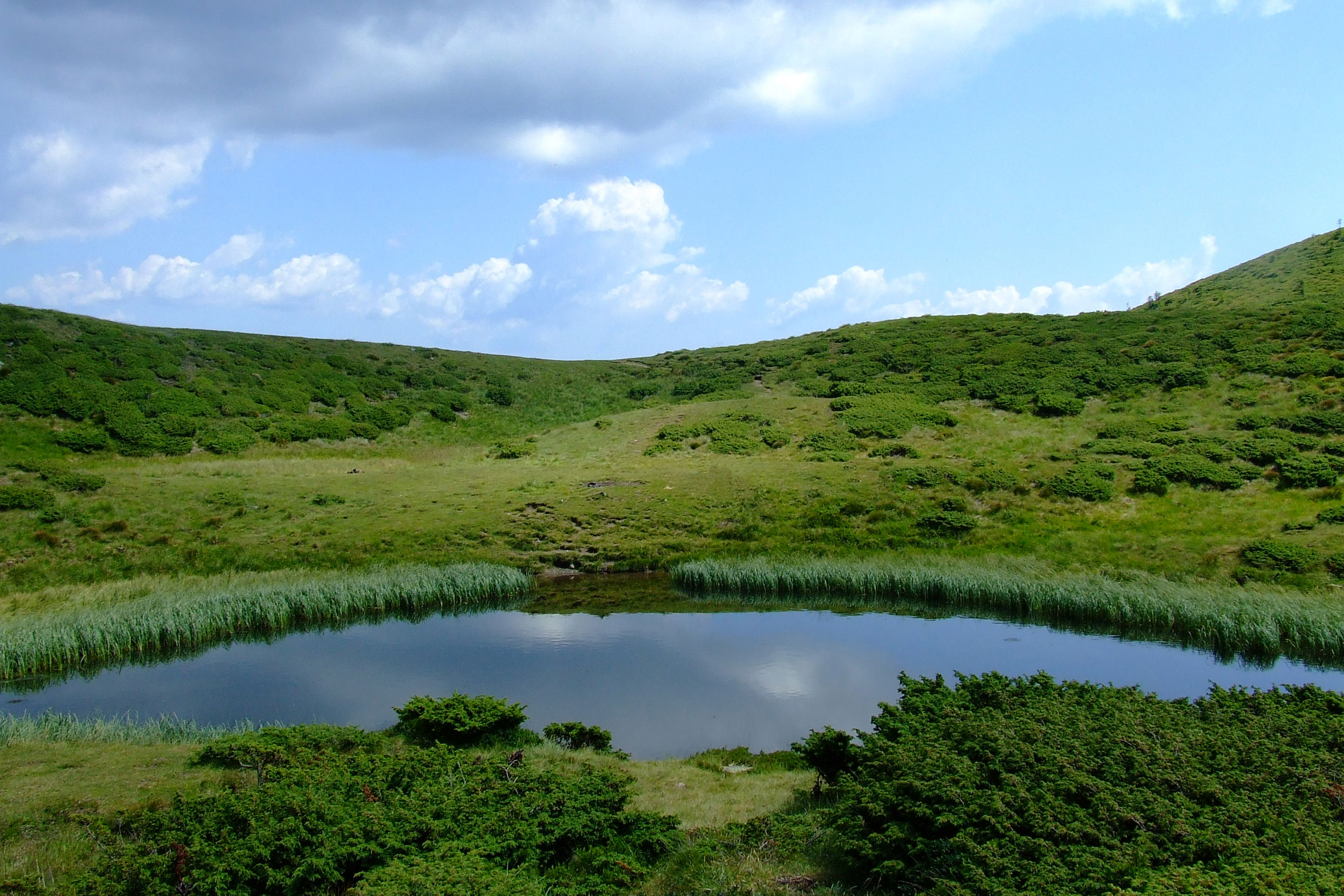
Озеро летом 2015 года

Когда-то жили в Карпатах два брата-близнеца. Как это бывает в народных сказаниях, влюбились они в одну девушку. Красавица устроила братьям конкурс: кто принесет первым ей «шовкову косыцю» Эдельвейс, тот и станет её избранником. Как известно, этот уникальный цветок встречается в труднодоступных местах – на острие скал. Чтобы сорвать его, надо рисковать жизнью. Согласно легенде, два брата, увидев один и тот же цветок, выдерлись на ближайшую скалу и, не удержавшись, сорвались в пропасть. Смерть двух братьев и дала название долине - Драгобрат. Гордая гуцулка, увидев мертвых братьев, начала рыдать, и слезы её превратились в чистое озеро Ивор меж горами. А местные полицианты, которые поспешили на место происшествия – окаменели на подступах к горам и превратились в скалы. Так появились скалистые горы Жандармы.